# Andrea Cossu
Andrea Cossu (ur. 3 maja 1980 w Cagliari) – włoski piłkarz występujący na pozycji ofensywnego pomocnika lub skrzydłowego. W 2018 roku zakończył piłkarską karierę.

## Kariera klubowa
Andrea Cossu jest wychowankiem klubu ASD Johannes ze swojego rodzinnego Cagliari. Zawodową karierę rozpoczął w 1996 roku w zespole Olbia Calcio występującym w Serie C2. W wieku 17 lat Włoch trafił do Hellasu Werona, gdzie przez 2 pierwsze sezony nie rozegrał żadnego meczu. Następnie działacze klubu z północnej części kraju zdecydowali się na wypożyczenie Cossu do AC Lumezzane, by piłkarz nabierał doświadczenia w Serie C1. Włoski zawodnik początkowo pełnił w nowym zespole rolę rezerwowego, jednak w sezonie 2000/2001 stał się podstawowym graczem Lumezzane.
Latem 2001 roku Cossu powrócił do Hellasu Werona. Podczas sezonu 2000/2001 nie rozegrał żadnego meczu w Serie A, a jego drużyna spadła do drugiej ligi. W trakcie rozgrywek Włoch przebywał na wypożyczeniu w Sassari Torres. Po powrocie do Werony, gdy Hellas występował już w Serie B, Cossu stał się podstawowym graczem linii pomocy. Podczas sezonu 2004/2005 zdobył w ligowych rozgrywkach 6 goli będąc jednym z najlepszych strzelców w drużynie.
Dobra forma sprawiła, że w 2005 roku Cossu podpisał kontrakt z pierwszoligowym Cagliari Calcio. W Serie A zadebiutował 28 sierpnia podczas przegranego 1:2 pojedynku ze Sieną. W drużynie ze swojego rodzinnego miasta Włoch pełnił rolę rezerwowego. W sezonie 2005/2006 wystąpił w 22 ligowych spotkaniach, jednak tylko 4 w podstawowym składzie. W ostatnim dniu letniego okienka transferowego w 2006 roku Cossu powrócił do Hellasu Werona, z którym na półmetku sezonu 2006/2007 znajdował się w strefie spadkowej Serie B.
W styczniu 2007 Cossu zdecydował się na powtórny transfer do Cagliari Calcio, gdzie od razu stał się podstawowym graczem. Został przesunięty na pozycję ofensywnego pomocnika, w poprzednich klubach grywał najczęściej jako skrzydłowy. Od początku rozgrywek 2009/2010 w linii pomocy grywał najczęściej razem z Daniele Contim, Davide Biondinim oraz Andreą Lazzarim.
10 czerwca 2014 roku Cossu przedłużył swój kontrakt z Cagliari na kolejny sezon. Spadek z ligi i koniec kontraktu, sprawił, że Cossu stał się wolnym zawodnikiem. Przez 5 miesięcy nie znalazł nowego klubu i dopiero w dniu 3 grudnia 2015 roku występujący w Serie D klub Olbia ogłosił pozyskanie zawodnika. Sezon 2015/2016 zakończył się awansem Olbii do Serie C, a Cossu występował tam w kolejnym sezonie.
Latem 2017 roku, w wieku 37 lat wrócił do Cagliari. 8 sierpnia 2018 roku klub zorganizował mu pożegnalny mecz, w którym Cagliari podejmowało Atletico Madryt. Cossu wyszedł w podstawowym składzie i został zmieniony w 7. minucie, bowiem z tym numerem występował w barwach Cagliari.

## Kariera reprezentacyjna
28 lutego 2010 roku Cossu został powołany przez Marcello Lippiego do kadry reprezentacji Włoch na towarzyskie spotkanie z Kamerunem. Spotkanie zostało rozegrane 3 marca i zakończyło się remisem 0:0, a Cossu przebywał na boisku przez pełne 90 minut.